# Wincenty Stadnicki

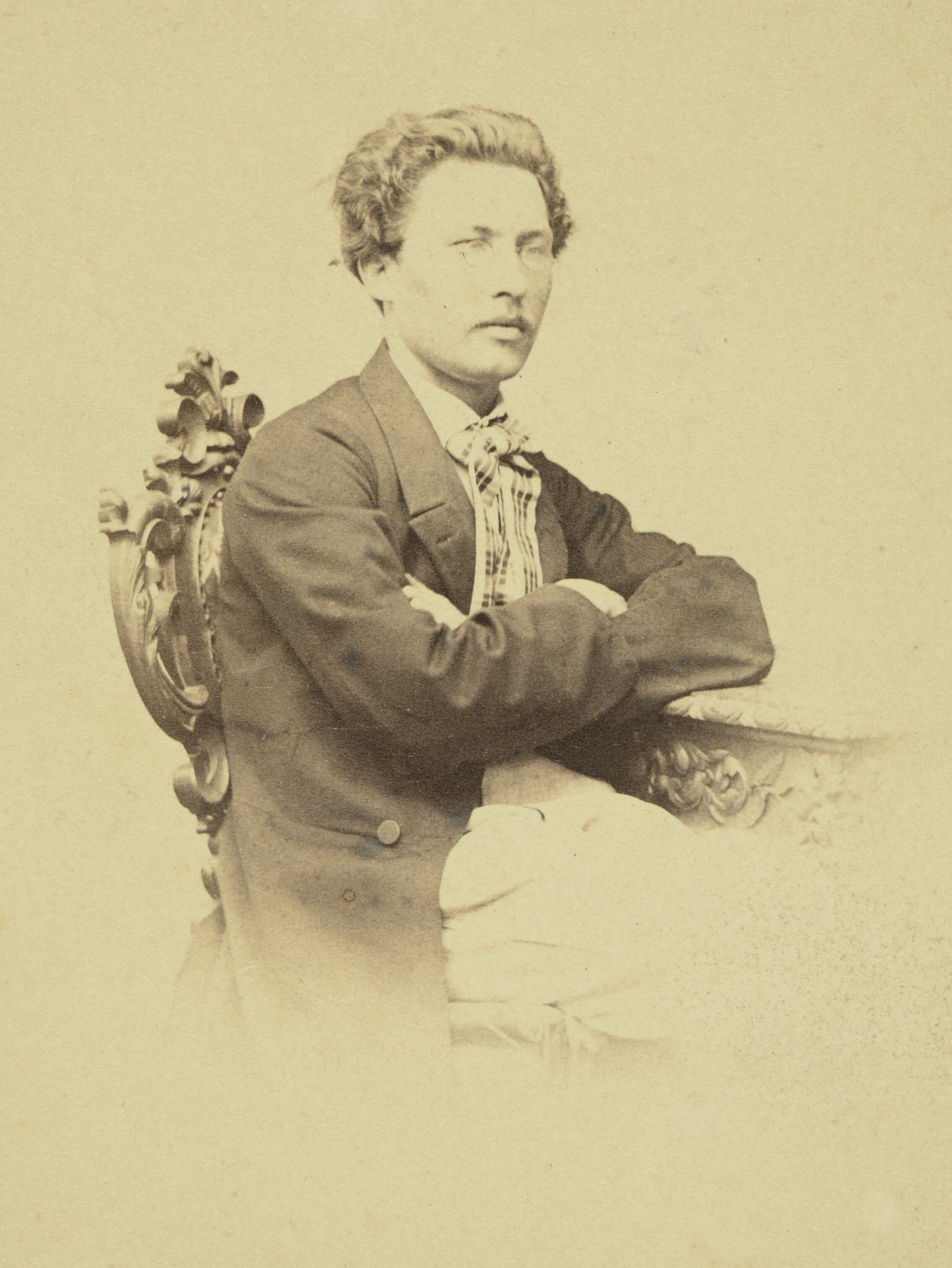
Wincenty Stadnicki, ok. 1869 r.

Wincenty Stadnicki herbu Szreniawa bez Krzyża (ur. w 1835 na Podolu wołyńskim (w powiecie mohylewskim), zm. przed 31 marca 1869 w Maryanówce) – polski ziemianin, chemik.

## Życiorys
Początkowo starannie edukowany w domu ukończył w 1857 roku z odznaczeniem Gimnazjum Richelieugo w Odessie. Był chemikiem amatorem. W 1859 roku założył Towarzystwo Lekarzy Podolskich w Kamieńcu Podolskim. 
W 1862 roku udostępnił swoje mieszkanie w Kamieńcu Podolskim na siedzibę tajnego Komitetu Podolskiego. 
Po powstaniu styczniowym wyjechał do Heidelbergu, gdzie odbył studia uniwersyteckie i uzyskał doktorat z zakresu filozofii i nauk przyrodniczych w 1867 roku na tamtejszym uniwersytecie. Prowadził badania nad odkrytym przez siebie kwasem pirotrójgronowym. Prezentował wyniki swoich badań m.in. w 1867 roku na posiedzeniu Towarzystwa Naukowego Krakowskiego, którego był członkiem.

## Życie rodzinne
Był synem Piotra Stadnickiego i Ignacji z domu Woronieckiej. Miał rodzeństwo: 
- Kamilę, matkę m.in. Witolda Czetwertyńskiego,
- Amelię (Amalię),
- Olgę Aleksandrę, matkę błogosławionego Jana Beyzyma,
- Zuzannę,
- Mikołaja Piotra, oficera armii rosyjskiej i
- Tomasza, oficera armii rosyjskiej.

Ożenił się z Lucyną Swaryszowską. Nie pozostawił potomstwa. Lucyna Stadnicka była pisarką i publikowała prace dotyczące etnografii Podola.
Stadnicki po nagłej śmierci w Maryanowie został pochowany w pobliskim Snitkowie.